# Colombiaans voetbalelftal in 1994
Het Colombiaans voetbalelftal speelde in totaal achttien officiële interlands in het jaar 1994, waaronder drie duels bij de WK-eindronde in de Verenigde Staten, waar Colombia strandde in de eerste ronde. De nationale selectie stond voor de tweede keer onder leiding van bondscoach Francisco Maturana, die de selectie eerder naar het WK voetbal 1990 had geloodst. Het jaar werd overschaduwd door de moord op verdediger Andrés Escobar op 2 juli, vlak nadat de Colombiaanse ploeg was teruggekeerd uit de Verenigde Staten, waar Escobar in de tweede groepswedstrijd een eigen doelpunt had gemaakt tegen gastland Verenigde Staten. Middenvelder Leonel Álvarez van América de Cali was de enige speler die in 1994 in alle zestien duels in actie kwam. Op de in 1993 geïntroduceerde FIFA-wereldranglijst steeg Colombia in 1994 van de 21ste (januari 1994) naar de 17de plaats (december 1994).

## Balans
| Wedstrijden | Wedstrijden | Wedstrijden | Wedstrijden | Doelpunten | Doelpunten | Doelpunten | Punten |
| Gespeeld    | Winst       | Gelijk      | Verlies     | Voor       | Tegen      | Saldo      | Punten |
| ----------- | ----------- | ----------- | ----------- | ---------- | ---------- | ---------- | ------ |
| 16          | 9           | 4           | 3           | 21         | 10         | +11        | 1.375  |

## Interlands
|                                                       |                     |       |                                           |                                                                                          |
| 28 januari Vriendschappelijk № 237 «onderlinge duels» | Venezuela           | 1 – 2 | Colombia                                  | Estadio La Carolina, Barinas Toeschouwers: 12.000 Scheidsrechter: Nelson Rodríguez (VEN) |
| 28 januari Vriendschappelijk № 237 «onderlinge duels» | Edson Rodríguez 61' |       | 8' John Jairo Tréllez 64' Iván Valenciano | Estadio La Carolina, Barinas Toeschouwers: 12.000 Scheidsrechter: Nelson Rodríguez (VEN) |

|                                                       |                   |       |                     |                                                                                        |
| 6 februari Vriendschappelijk № 238 «onderlinge duels» | Saoedi-Arabië     | 1 – 1 | Colombia            | Prins Abdullah al-Faisal Stadion, Jeddah Toeschouwers: 20.000 Scheidsrechter: onbekend |
| 6 februari Vriendschappelijk № 238 «onderlinge duels» | Saeed Owairan 55' |       | 21' Iván Valenciano | Prins Abdullah al-Faisal Stadion, Jeddah Toeschouwers: 20.000 Scheidsrechter: onbekend |

|                                                       |               |                        |          |                                                                                        |
| 9 februari Vriendschappelijk № 239 «onderlinge duels» | Saoedi-Arabië | 0 – 1                  | Colombia | Prins Abdullah al-Faisal Stadion, Jeddah Toeschouwers: 15.000 Scheidsrechter: onbekend |
| 9 februari Vriendschappelijk № 239 «onderlinge duels» |               | 33' Víctor Aristizábal |          | Prins Abdullah al-Faisal Stadion, Jeddah Toeschouwers: 15.000 Scheidsrechter: onbekend |

|                                                     |          |       |        |                                                                           |
| 18 februari Joe Robbie Cup № 240 «onderlinge duels» | Colombia | 0 – 0 | Zweden | Orange Bowl, Miami Toeschouwers: 15.676 Scheidsrechter: Helder Dias (USA) |
| 18 februari Joe Robbie Cup № 240 «onderlinge duels» |          |       |        | Orange Bowl, Miami Toeschouwers: 15.676 Scheidsrechter: Helder Dias (USA) |

|                                                     |                                             |       |         |                                                                             |
| 20 februari Joe Robbie Cup № 241 «onderlinge duels» | Colombia                                    | 2 – 0 | Bolivia | Orange Bowl, Miami Toeschouwers: 20.171 Scheidsrechter: Jack d'Aquila (USA) |
| 20 februari Joe Robbie Cup № 241 «onderlinge duels» | Miguel Asprilla 29' Wilson Pérez 77' (pen.) |       |         | Orange Bowl, Miami Toeschouwers: 20.171 Scheidsrechter: Jack d'Aquila (USA) |

|                                                        |                                         |       |                                      |                                                                                        |
| 26 februari Vriendschappelijk № 242 «onderlinge duels» | Colombia                                | 2 – 2 | Zuid-Korea                           | Weingart Stadium, Los Angeles Toeschouwers: 12.000 Scheidsrechter: Joshua Patlak (USA) |
| 26 februari Vriendschappelijk № 242 «onderlinge duels» | Alex Escobar 29' Víctor Aristizábal 85' |       | 55' Kim Pan-Geun 66' Hwang Seon-Hong | Weingart Stadium, Los Angeles Toeschouwers: 12.000 Scheidsrechter: Joshua Patlak (USA) |

|                                                    |        |       |          |                                                                                            |
| 2 maart Vriendschappelijk № 243 «onderlinge duels» | Mexico | 0 – 0 | Colombia | Estadio Azteca, Mexico-Stad Toeschouwers: 80.000 Scheidsrechter: Eduardo Dluzinewski (URU) |
| 2 maart Vriendschappelijk № 243 «onderlinge duels» |        |       |          | Estadio Azteca, Mexico-Stad Toeschouwers: 80.000 Scheidsrechter: Eduardo Dluzinewski (URU) |

|                                                    |          |                  |         | |
| 7 april Vriendschappelijk № 244 «onderlinge duels» | Colombia | 0 – 1            | Bolivia | Estadio Manuel Calle Lombana, Villavicencio Toeschouwers: 15.000 Scheidsrechter: Felipe Russi (COL) |
| 7 april Vriendschappelijk № 244 «onderlinge duels» |          | 52' Mario Pinedo |         | Estadio Manuel Calle Lombana, Villavicencio Toeschouwers: 15.000 Scheidsrechter: Felipe Russi (COL) |

|                                                     |                    |       |         |                                                                                         |
| 17 april Vriendschappelijk № 245 «onderlinge duels» | Colombia           | 1 – 0 | Nigeria | Estadio Centenario, Armenia Toeschouwers: 10.000 Scheidsrechter: Boulos Zimmerman (USA) |
| 17 april Vriendschappelijk № 245 «onderlinge duels» | Antony de Ávila 3' |       |         | Estadio Centenario, Armenia Toeschouwers: 10.000 Scheidsrechter: Boulos Zimmerman (USA) |

|                                          |                   |       |      |                                                                  |
| 3 mei Miami Cup № 246 «onderlinge duels» | Colombia          | 1 – 0 | Peru | Orange Bowl, Miami Toeschouwers: 10.000 Scheidsrechter: onbekend |
| 3 mei Miami Cup № 246 «onderlinge duels» | Harold Lozano 61' |       |      | Orange Bowl, Miami Toeschouwers: 10.000 Scheidsrechter: onbekend |

|                                          |                                                           |       |             |                                                                          |
| 5 mei Miami Cup № 247 «onderlinge duels» | Colombia                                                  | 3 – 0 | El Salvador | Orange Bowl, Miami Toeschouwers: 8.000 Scheidsrechter: Helder Dias (USA) |
| 5 mei Miami Cup № 247 «onderlinge duels» | Antony de Ávila 53' Iván Valenciano 65' Harold Lozano 85' |       |             | Orange Bowl, Miami Toeschouwers: 8.000 Scheidsrechter: Helder Dias (USA) |

|                                                   |                                      |       |               |                                                                                         |
| 3 juni Vriendschappelijk № 248 «onderlinge duels» | Colombia                             | 2 – 0 | Noord-Ierland | Foxborough Stadium, Foxborough Toeschouwers: 21.153 Scheidsrechter: Jack d'Aquila (USA) |
| 3 juni Vriendschappelijk № 248 «onderlinge duels» | Wilson Pérez 30' Adolfo Valencia 44' |       |               | Foxborough Stadium, Foxborough Toeschouwers: 21.153 Scheidsrechter: Jack d'Aquila (USA) |

|                                                   |                                      |       |             |                                                                                        |
| 5 juni Vriendschappelijk № 249 «onderlinge duels» | Colombia                             | 2 – 0 | Griekenland | Giants Stadium, East Rutherford Toeschouwers: 73.000 Scheidsrechter: Helder Dias (USA) |
| 5 juni Vriendschappelijk № 249 «onderlinge duels» | Hernán Gaviria 49' Freddy Rincón 68' |       |             | Giants Stadium, East Rutherford Toeschouwers: 73.000 Scheidsrechter: Helder Dias (USA) |

| WK voetbal 1994 |
| --------------- |

|                                                                 |                     |           |                                                             |                                                                                |
| 18 juni WK-eindronde Groep A № 250 «onderlinge duels» 16:35 uur | Colombia            | 1 – 3     | Roemenië                                                    | Rose Bowl, Pasadena Toeschouwers: 91.856 Scheidsrechter: Jamal Al-Sharif (SYR) |
| 18 juni WK-eindronde Groep A № 250 «onderlinge duels» 16:35 uur | Adolfo Valencia 43' | (details) | 16' Florin Răducioiu 34' Gheorghe Hagi 89' Florin Răducioiu | Rose Bowl, Pasadena Toeschouwers: 91.856 Scheidsrechter: Jamal Al-Sharif (SYR) |

|                                                                 |                                               |           |                     |                                                                             |
| 22 juni WK-eindronde Groep A № 251 «onderlinge duels» 16:35 uur | Verenigde Staten                              | 2 – 1     | Colombia            | Rose Bowl, Pasadena Toeschouwers: 93.194 Scheidsrechter: Fabio Baldas (ITA) |
| 22 juni WK-eindronde Groep A № 251 «onderlinge duels» 16:35 uur | Andrés Escobar 34' (e.d.) Earnest Stewart 52' | (details) | 89' Adolfo Valencia | Rose Bowl, Pasadena Toeschouwers: 93.194 Scheidsrechter: Fabio Baldas (ITA) |

|                                                                 |                                      |           |             |                                                                                        |
| 26 juni WK-eindronde Groep A № 251 «onderlinge duels» 13:05 uur | Colombia                             | 2 – 0     | Zwitserland | Stanford Stadium, Palo Alto Toeschouwers: 83.769 Scheidsrechter: Peter Mikkelsen (DEN) |
| 26 juni WK-eindronde Groep A № 251 «onderlinge duels» 13:05 uur | Hernán Gaviria 44' Harold Lozano 90' | (details) |             | Stanford Stadium, Palo Alto Toeschouwers: 83.769 Scheidsrechter: Peter Mikkelsen (DEN) |

|  |  |  |  |  |  |  |  |  |

## FIFA-wereldranglijst
| JAN | FEB | MAR | APR | MEI | JUN | JUL | AUG | SEP | OKT | NOV | DEC |
| --- | --- | --- | --- | --- | --- | --- | --- | --- | --- | --- | --- |
| 21  | 20  | 20  | 20  | 18  | 17  | 17  | 17  | 15  | 15  | 15  | 17  |

## Statistieken
| Óscar Córdoba         | 1970-02-03 | América de Cali        | 15 | 0 | 0 | 30 | 0  |
| José Maria Pazo       | 1964-04-04 | Atlético Junior        | 1  | 0 | 0 | 2  | 0  |
| Verdediging           |            |                        |    |   |   |    |    |
| Wilson Pérez          | 1967-08-09 | América de Cali        | 15 | 0 | 2 | 46 | 3  |
| Luis Fernando Herrera | 1962-06-12 | Atlético Nacional      | 14 | 0 | 0 | 59 | 1  |
| Andrés Escobar        | 1967-03-13 | Atlético Nacional      | 13 | 0 | 0 | 50 | 1  |
| Luis Carlos Perea     | 1963-12-29 | Toros Neza             | 11 | 1 | 0 | 78 | 2  |
| Alexis Mendoza        | 1961-11-08 | Atlético Junior        | 6  | 2 | 0 | 40 | 1  |
| Alex Escobar          | 1965-02-08 | América de Cali        | 4  | 3 | 1 | 11 | 1  |
| Néstor Ortíz          | 1968-09-20 | Once Caldas            | 3  | 1 | 0 | 4  | 0  |
| Oswaldo Santoya       | 1965-09-12 | Once Caldas            | 1  | 0 | 0 | 1  | 0  |
| Óscar Cortés          | 1968-10-19 | Millonarios            | 0  | 1 | 0 | 3  | 0  |
| Middenveld            |            |                        |    |   |   |    |    |
| Leonel Álvarez        | 1965-07-29 | América de Cali        | 16 | 0 | 0 | 76 | 1  |
| Gabriel Gómez         | 1959-12-08 | Atlético Nacional      | 12 | 0 | 0 | 49 | 1  |
| Carlos Valderrama     | 1961-09-02 | Atlético Junior        | 11 | 0 | 0 | 68 | 5  |
| Mauricio Serna        | 1968-01-22 | Atlético Nacional      | 6  | 4 | 0 | 11 | 0  |
| Freddy Rincón         | 1966-08-14 | SSC Napoli             | 4  | 1 | 1 | 45 | 12 |
| Harold Lozano         | 1972-03-30 | América de Cali        | 3  | 1 | 3 | 13 | 3  |
| Hernán Gaviria        | 1969-11-27 | Atlético Nacional      | 3  | 0 | 2 | 9  | 2  |
| Pedro Álvarez         | 1970-05-05 | Independiente Medellín | 1  | 0 | 0 | 1  | 0  |
| Arley Betancourt      | 1975-03-04 | Deportivo Cali         | 1  | 0 | 0 | 1  | 0  |
| Óscar Restrepo        | 1974-01-02 | Independiente Medellín | 0  | 1 | 0 | 1  | 0  |
| Aanval                |            |                        |    |   |   |    |    |
| Iván Valenciano       | 1972-03-18 | Atlético Junior        | 6  | 3 | 3 | 16 | 5  |
| Antony de Ávila       | 1962-12-21 | América de Cali        | 6  | 2 | 2 | 35 | 10 |
| John Jairo Tréllez    | 1968-04-29 | CA Boca Juniors        | 6  | 1 | 1 | 25 | 4  |
| Victor Aristizábal    | 1971-12-09 | Atlético Nacional      | 5  | 3 | 2 | 19 | 4  |
| Faustino Asprilla     | 1969-11-10 | AC Parma               | 4  | 1 | 0 | 15 | 3  |
| Miguel Asprilla       | 1969-09-21 | Santos Laguna          | 3  | 5 | 1 | 8  | 1  |
| Adolfo Valencia       | 1968-02-06 | Atlético Madrid        | 3  | 2 | 3 | 21 | 11 |
| Gustavo Restrepo      | 1969-09-24 | Atlético Nacional      | 2  | 0 | 0 | 4  | 0  |
| Henry Zambrano        | 1973-08-07 | América de Cali        | 1  | 1 | 0 | 2  | 0  |

Colfútbol · A-internationals · Selecties · Statistieken · Bondscoaches · Colombiaans vrouwenelftal · Olympisch elftal · Colombia U20 · Colombia U17
1938 – 1949 ·
1950 – 1959 ·
1960 – 1969 ·
1970 – 1979 ·
1980 – 1989 ·
1990 – 1999 ·
2000 – 2009 ·
2010 – 2019 ·
2020 – 2029
WK 1962 · 
WK 1990 · 
WK 1994 · 
WK 1998 · 
WK 2014 · 
WK 2018
OS 1968 · 
OS 1972 · 
OS 1980 · 
OS 1992 · 
OS 2016
1938 · 
1939 · 1940 · 1941 · 1942 · 1943 · 1944 · 
1946 · 
1947 · 
1948 · 
1949 · 
1950 · 1951 · 1952 · 1953 · 1954 · 1955 · 1956 · 
1957 · 
1958 · 1959 · 1960 · 
1961 · 
1962 · 
1963 · 
1964 · 
1965 · 
1966 · 
1967 · 
1968 · 
1969 · 
1970 · 
1971 · 
1972 · 
1973 · 
1974 · 
1975 · 
1976 · 
1977 · 
1978 · 
1979 · 
1980 · 
1981 · 
1982 · 
1983 · 
1984 · 
1985 · 
1986 · 
1987 · 
1988 · 
1989 · 
1990 ·
1991 · 
1992 · 
1993 · 
1994 · 
1995 · 
1996 · 
1997 · 
1998 · 
1999 · 
2000 · 
2001 · 
2002 · 
2003 · 
2004 · 
2005 · 
2006 · 
2007 · 
2008 · 
2009 · 
2010 · 
2011 · 
2012 · 
2013 · 
2014 · 
2015 · 
2016 · 
2017 ·
2018 ·
2019 ·
2020 ·
2021
Algerije ·
Argentinië ·
Australië ·
Bahrein ·
België ·
Bolivia · 
Brazilië ·
Canada ·
Chili ·
China · 
Costa Rica ·
Cuba ·
DDR ·
Duitsland ·
Ecuador ·
Egypte ·
El Salvador ·
Engeland ·
Finland ·
Frankrijk ·
Griekenland ·
Guatemala · 
Haïti ·
Honduras ·
Hongarije ·
Hongkong ·
Ierland ·
Irak ·
Israël ·
Ivoorkust ·
Jamaica ·
Japan ·
Joegoslavië ·
Jordanië ·
Kameroen ·
Koeweit · 
Liberia · 
Marokko ·
Mexico ·
Montenegro ·
Nederland ·
Nederlandse Antillen ·
Nicaragua ·
Nieuw-Zeeland · 
Nigeria ·
Noord-Ierland ·
Noorwegen ·
Panama ·
Paraguay ·
Peru ·
Polen ·
Puerto Rico ·
Qatar ·
Roemenië ·
Saoedi-Arabië ·
Schotland ·
Senegal ·
Servië ·
Slovenië ·
Slowakije ·
Sovjet-Unie ·
Spanje ·
Trinidad en Tobago ·
Tsjecho-Slowakije ·
Tunesië · 
Turkije · 
Uruguay ·
Venezuela ·
Verenigde Arabische Emiraten · 
Verenigde Staten ·
Zuid-Afrika ·
Zuid-Korea ·
Zweden ·
Zwitserland
Brazilië (2014) ·
Engeland (2018) ·
Griekenland (2014) ·
Ivoorkust (2014) ·
Japan (2014) ·
Japan (2018) ·
Polen (2018) ·
Senegal (2018) ·
Uruguay (2014)